# Terrorisme sioniste en Palestine mandataire
Le terrorisme sioniste en Palestine mandataire englobe l'ensemble des actes de terrorisme  et de violence politique perpétrés par des milices sionistes (Lehi, Irgoun, Haganah et Palmah) à l'encontre de cibles arabes, civils et militaires, ainsi que contre les autorités et forces de l'ordre britanniques, durant la période du mandat britannique sur la Palestine,.

## Développement des milices sionistes en Palestine ottomane puis britannique

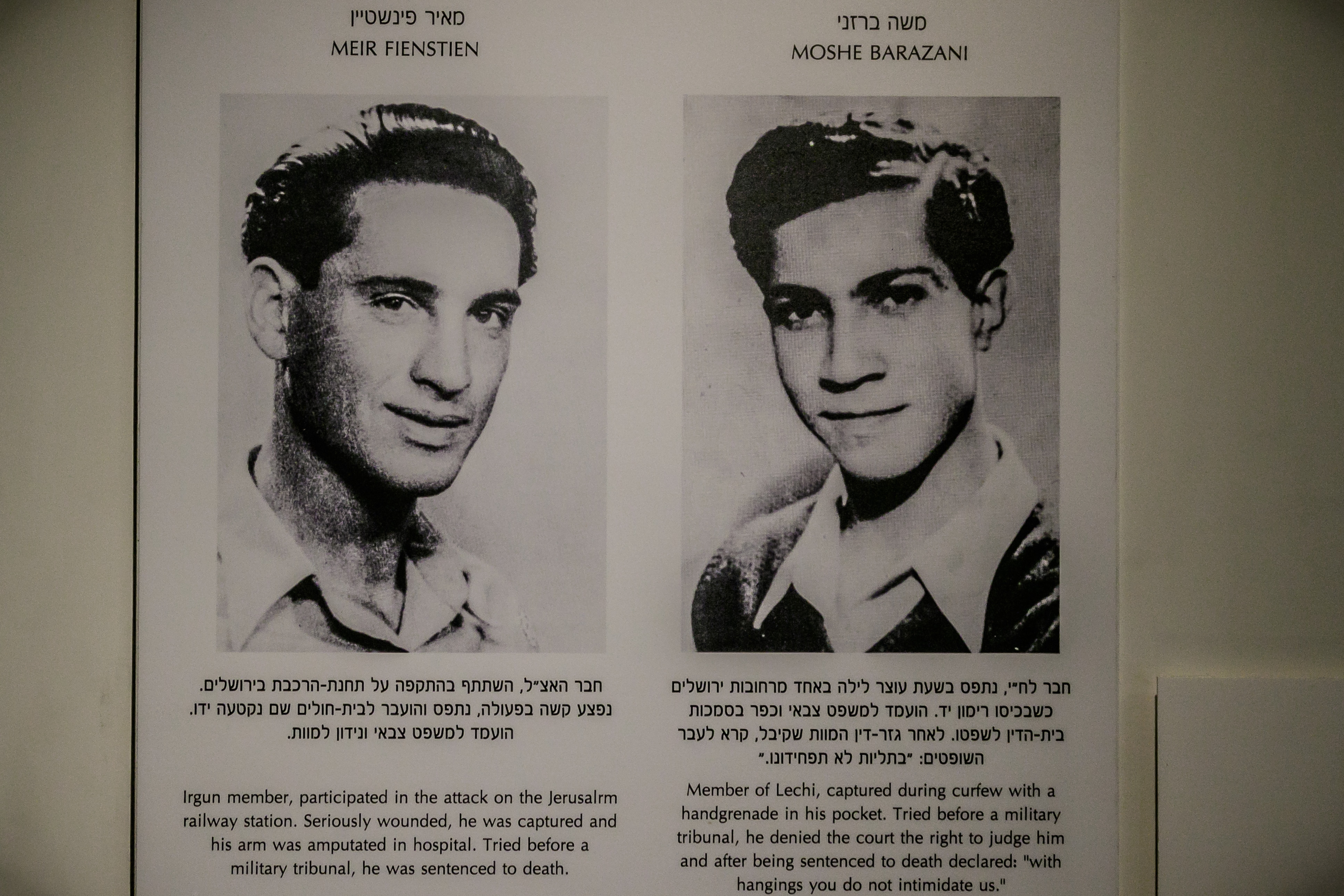
Membre de l'Irgoun et membre du Lehi, condamnés à mort par les autorités britanniques, l'un pour le sabotage du réseau ferroviaire, l'autre pour la possession d'une grenade destinée à l'assassinat d'un officier britannique. Ils se suicident avec une grenade avant leurs exécutions. À gauche Meir Feinstein et à droite Moshe Barazani

La première organisation armée juive, Bar-Guiora, est créée le 29 septembre 1907. L'objectif de cette organisation est à la fois de développer des fermes collectives et de les protéger. Jusqu’à cette période, la protection des communautés juives était assurée par des gardiens arabes. Les membres de Bar-Guiora étaient issus des groupes juifs d’autodéfense constitués dans les communautés juives en Russie après les pogroms de Kichinev ayant immigré en Palestine. En 1909, cette organisation s’intègre dans le mouvement Hashomer, qui après la fin de la Première Guerre mondiale compte environ 200 hommes. Ils constitueront le noyau de la Haganah.
L'un de ses dirigeants, Joseph Trumpeldor, un ancien officier de l’armée russe, est tué ainsi que sept autres personnes à Tel Hai, un village juif de Galilée proche de frontière libanaise lors d'une incursion de plusieurs centaines de bédouins en provenance du Liban qui pillent et incendient le village qui est détruit et abandonné par ses habitants. Cet incident est selon Idith Zertal, le premier incident violent du conflit israélo-arabe.
Entre 1920 et 1948, le Royaume-Uni administre l'ancien territoire ottoman de la Palestine dans le cadre d'un mandat confié par la Société des Nations. La revendication pour la création d'un État juif des Juifs palestiniens est confrontée à l'opposition du nationalisme arabe palestinien. Arabes et Juifs mènent en parallèle des actions hostiles contre les autorités mandataires et le colonialisme britanniques qui s'inscrivent dans le cadre d'une montée progressive de la violence réciproque,,. 
En 1921, après la destruction de Tel Hai surviennent les premières émeutes arabes anti-juives qui conduisent à la constitution de la Haganah, Défense en hébreu. Entre 1920 et 1930 son rôle consiste à protéger les Juifs de Palestine contre les émeutiers ; dans le même temps, à la suite de l'escalade des attaques arabes, une polémique commence à se développer dans le Yishouv sur la politique à adapter face à ces violences, en particulier après le massacre de Jérusalem de 1920 et de massacre de Jaffa de 1921. La Haganah s'oppose aux actions de représailles, aux embuscades et attaques préventives et aux actes de terrorisme. 
Face à l'escalade des attaques arabes qui culminent avec le massacre d'Hébron de 1929 et la Grande Révolte Arabe de 1936-1939, des sionistes radicaux au sein de la Haganah contestent son approche et créent en 1931 une faction dissidente, la Haganah B, qui devient en 1936 l'Irgoun. Cette organisation adopte une politique de représailles violentes contre les Arabes. En 1939 l'Irgoun se scinde elle aussi en deux groupes, sa frange la plus radicale fonde le Lehi qui lance une vague d'attentats contre les Britanniques. À partir de 1936, la Haganah assouplit progressivement sa politique d'auto-retenue et l'abandonne en 1940. Elle forme des unités de guérilla, successivement, le Fosh (1937), le Hish (1939) puis le Palmah (1941) sous le commandement d'Yitzhak Sadeh qui obtiennent le soutien des Britanniques grâce à un général de son armée favorable au sionisme, Orde Wingate. Ces unités, les Special Night Squads tout particulièrement, s'engagent dans des attaques préventives brutales contre les milices arabes. La même année, l'Irgoun commence ses actions de représailles contre les Arabes impliqués dans les attaques anti-juives. En 1937, ces attaques se transforment en une campagne de terrorisme d'envergure ayant pour objectif d'intimider la population arabe dans son ensemble.
Ces événements s'inscrivent dans le contexte de la naissance du nationalisme arabe, qui donnent lieu à des actions violentes visant les Juifs palestiniens, tandis que la montée du nazisme en Europe puis la Seconde Guerre mondiale et la Shoah influencent la situation en Palestine.
Avec la naissance de l'État d'Israël, le sionisme atteint son objectif principal. La Haganah et le Palmach fusionnent au sein de l'armée israélienne dont elles deviennent l'armature en juillet 1948 tandis que leurs branches politiques siègent à la Knesset. La situation géopolitique évolue également avec le début du conflit israélo-arabe et l'évolution du conflit israélo-palestinien.

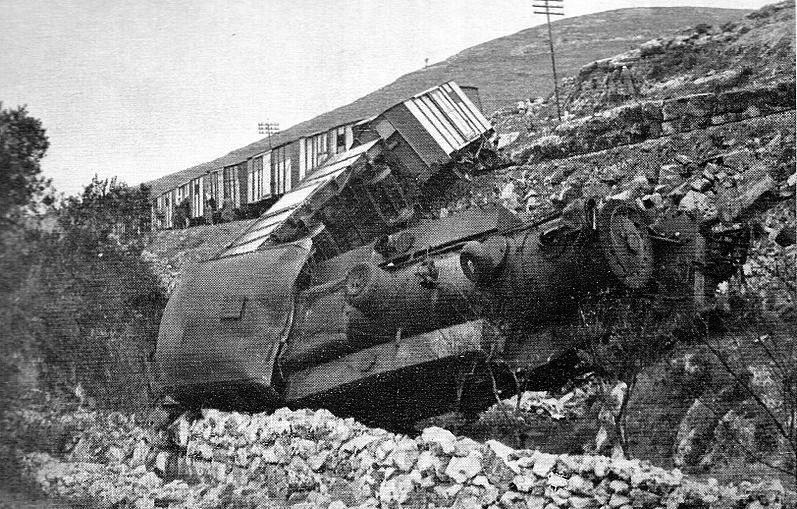
Locomotive déraillée, après le sabotage de la ligne de chemin de fer

## Cas de l'attentat de l’hôtel King David à Jérusalem en 1946

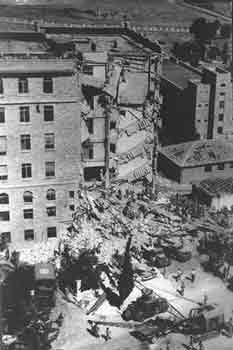
L'hôtel King David après l'explosion du 22 juillet 1946

L'Irgoun est notamment responsable de l'attentat de l'hôtel King David de Jérusalem le 22 juillet 1946, à midi. Cet hôtel abritait alors le secrétariat du gouvernement britannique de Palestine. Une attaque, initialement commanditée par la Haganah à l'Irgoun, fut planifiée par Menahem Begin, qui était à la tête de l'organisation (il deviendra premier ministre d'Israël à la fin des années 1970. Il conclura alors une paix avec l'Égypte et recevra également le prix Nobel de la paix),. Ben Gourion demande l'annulation de l'attaque initialement prévue, lorsqu'il apprend la potentialité de victimes civiles, Begin refuse et poursuit le plan. L'attaque est menée par Yosef Avni, qui participera au massacre de Deir Yassin, et Yisrael Levi. L'hôtel est miné avec six charges représentant 350 kg d'explosifs. Un message téléphonique avertit le consulat français et le journal Jerusalem Post 25 minutes avant l'explosion. Un autre message d'avertissement est donné à l'hôtel peu de temps avant l'explosion, ce que nieront longtemps les autorités britanniques. 91 personnes périrent, la plupart civiles, dont 28 Britanniques, 41 Arabes, 17 Juifs, et 5 d'autres nationalités. Il y eut aussi 45 blessés. L'Irgoun revendiqua immédiatement l'attentat. Mehahem Begin relate cet épisode dans un livre autobiographique paru en 1978.

## Actions terroristes en 1947 et 1948
Au début des confrontations inter-communautaires, avant la proclamation de l'Etat juif le 14 mai 1948 par David Ben Gourion à Tel Aviv, des groupes armés juif organisent plusieurs attentats à la bombe. 
Le 12 décembre 1947, l’Irgoun fait exploser une voiture piégée en face de la porte de Damas, provoquant la mort de 20 personnes. 
Le 4 janvier 1948, le Lehi fait exploser un camion devant l’hôtel de ville de Jaffa abritant le quartier général de la milice arabe al-Najjada, tuant 15 personnes et en blessant 80 dont 20 gravement,,. 
La nuit du 6 au 7 janvier, à Qatamon dans la banlieue de Jérusalem, la Haganah fait exploser l’hôtel Semiramis dont les services de renseignement avaient signalé qu’il abritait des miliciens arabes. 24 personnes sont tuées. 
Le 7 janvier, à Jérusalem, des membres de l’Irgoun lancent une bombe à un arrêt de bus, tuant 17 personnes.
Le 18 février, une bombe de l’Irgoun explose dans le marché de Ramla, provoquant la mort de 7 personnes et en blessant 45. 
Le 28 février, le Palmach commet un attentat à la voiture piégée dans un garage de la Haïfa arabe faisant 30 morts et 70 blessés .
Le massacre de Deir Yassin du 9 avril 1948 commis par l'Irgoun et le Lehi fit entre 100 et 120 morts et est resté, jusqu'à nos jours, le plus célèbre de l'historiographie de l'époque bien que d'autres massacres de Juifs ou d'Arabes, parfois faisant plus de victimes, se soient déroulés pendant cette période. Pour de multiples raisons, l'impact de celui-ci fut néanmoins beaucoup plus important.
Le 17 septembre 1948, à Jérusalem, un commando du Lehi ou groupe Stern  assassine le colonel français Sérot, chef des observateurs militaires de l'O.N.U. qui accompagnait le comte Folke Bernadotte, médiateur des Nations unies pour la Palestine. En effet, le nouveau plan qu'il présente est moins avantageux pour la cause sioniste. 
À la suite de cet attentat meurtrier, le gouvernement israélien décida de dissoudre la structure du Lehi qui était restée active dans l'agglomération de Jérusalem et procéda à l'arrestation de certains cadres du Lehi qui étaient encore opérationnels dans ce secteur. L'intégration de l'Irgoun et du Lehi - hors Jérusalem - avait été faite dans la nouvelle armée israélienne, au vu de l'ordonnance n°6 du gouvernement israélien en date du 26 mai 1948 créant TSAHAL à partir des troupes de la Haganah, du Palmach, de l'Irgoun et du Lehi. 

## Dénonciations de ces violences
L'Irgoun comme le Lehi ont été considérés comme des organisations terroristes et combattues comme telles par les autorités britanniques. Plusieurs membres de l'Irgoun furent capturés et certains furent condamnés à mort et exécutés. Avraham Stern, chef du Lehi, fut tué le 12 février 1942 par les forces britanniques, après que sa cachette soit connue par les services spéciaux. Le Lehi était une organisation créée fin 1940,  issue de l'Irgoun et qui se voulait plus offensive que l'Irgoun, notamment contre les Britanniques mais aussi contre les Palestiniens arabes. Un des grands dirigeants du Lehi fut Yitzhak Shamir, futur député en 1973, président de la Knesseth en 1977 et qui sera Premier Ministre de l'Etat d'Israël un an en 1983/1984 puis de nouveau de 1986 à 1992.   
David Ben Gourion et les autorités juives représentées au sein du Yichouv ont désapprouvé les actions et méthodes de l'Irgoun et du Lehi (voir histoire du sionisme). Entre juillet 1945 et le début de l'année 1947, plusieurs membres de l'Irgoun furent livrés aux autorités britanniques par la Haganah. Une telle action a entraîné pour de nombreuses années de très forts ressentiments entre "anciens" membres de l'Irgoun et du Lehi et le parti travailliste israélien qui a gouverné l'État juif jusqu'en 1977. David Ben Gourion a interdit quand il était Premier Ministre la commémoration des actions de l'Irgoun et du Lehi ainsi que la construction de musées et lieux de mémoires pour l'Irgoun et le Lehi. Toutefois, un musée dédié à l'organisation Lehi, le Musée du Lehi (en), a depuis été inauguré à Tel Aviv.  
L'expression terrorisme juif est encore utilisée dans ce contexte[Lequel ?] par des médias non-juifs (Le journal Libération, par exemple).